# Mincivan
Mincivan oder Mindschiwan (armenisch Միջնավան Midschnawan; auch Mijnavan) ist eine Stadt im Bezirk Zəngilan in Aserbaidschan. Bis Oktober 2020 stand sie unter Kontrolle der international nicht anerkannten Republik Arzach, in der sie zur Provinz Kaschatach gehörte. Der Ort hatte im Jahr 2015 laut Bergkarabach etwa 300 Einwohner.
Der Ort am Fluss Voghdschi nahe dessen Mündung in den Aras war bis zum Ende der Sowjetunion zur Stadt mit 5.500 Einwohnern angewachsen. Wegen der Lage im aserbaidschanischen Landstreifen zwischen Armenien, dem Iran und dem sich 1991 für unabhängig erklärten Bergkarabach wurde sie 1993 im zum Krieg eskalierten Bergkarabachkonflikt von armenisch-karabachischen Einheiten besetzt. Die aserbaidschanischen Einwohner flohen. Später kamen armenische Siedler in die Stadt. Im Krieg um Bergkarabach 2020 wurde die Stadt von Aserbaidschan zurückerobert.